# Nerocila sundaica
Nerocila sundaica es una especie de crustáceo isópodo marino del género Nerocila, familia Cymothoidae. Fue descrita científicamente por Bleeker en 1857.

## Distribución
Esta especie se encuentra en el mar de Java y en la parte central del Indo-Pacífico.